# Indigenatsrätt
Indigenatsrätt eller jus indigenatus är en rättsvetenskaplig term för så kallad infödingsrätt eller hemortsrätt. Termen förekommer i historien runt om i Europa, särskilt för förhållanden när i landet eller regionen infödda personer har haft rätt till vissa ämbeten och poster.
I Sverige har indigenatsrätten framför allt haft betydelse i den svenska kyrkohistorien. För att kunna studera till präst krävdes åtminstone efter reformationen att man var född eller i varje fall gått i gymnasiet inom det stift där man ansökte om prästvigning. Som präst kunde man sedan bara söka tjänster inom detta stift. Regeln tillämpades tämligen konsekvent, med få undantag. Sådana undantag var om fadern vid tiden verkade inom stiftet, om man studerat vid stiftsgymnasiet, genom konservation av en änka, eller om pastoratet var regalt. Indigenatsrätten upphävdes delvis 1876, varefter den blivande prästen själv kunde välja var han ville ansöka om prästvigning. Till 1957 gällde dock fortfarande att präster i normalfallet bara kunde ansöka om tjänst i sitt vigningsstift.
Indigenat kallas i den europeiska historien naturalisation som adelsman, när ett utrikes adelskap av någon som långvarigt vistades i riket men som inte var medborgare, accepterades som infött adelskap.
Jämför .